# ففيتا فيرس
ففيتا كليو أيلين فيرس المشهورة بففيتا فيرس (بالإندونيسية: Pevita Pearce)، مواليد 6 أوكتوبر 1992 في جاكرتا، هو ممثلة إندونيسي من أصول بنجرية وويلزية.

## أفلام
| السنة | العنوان | الدور    | ملاحظات  |
| ----- | ------- | -------- | -------- |
| 2019  | غوندالا | سري أسيه | ظهور خاص |

## جوائز وترشيحات
| العام | العمل   | المنظمة            | الجائزة         | النتيجة |
| ----- | ------- | ------------------ | --------------- | ------- |
| 2019  | غوندالا | كأس مايا لعام 2019 | ظهور موجز ومميز | رُشِّح     |

## وصلات خارجية
- ففيتا فيرس على موقع IMDb (الإنجليزية)
- ففيتا فيرس على موقع ألو سيني (الفرنسية)
- ففيتا فيرس على موقع أول موفي (الإنجليزية)
- ففيتا فيرس على موقع قاعدة بيانات الفيلم (الإنجليزية)
- ففيتا فيرس على موقع كينوبويسك (الروسية)

- (بالإندونيسية) Info Resmi: Biodata Pevita Pearce نسخة محفوظة 22 يونيو 2020 على موقع واي باك مشين.
- pevpearce على تويتر.
- ففيتا فيرس على إنستغرام